# Arthur Drewry
Arthur Drewry (Grimsby, 3 marzo 1891 – 25 marzo 1961) è stato un dirigente sportivo inglese, quinto Presidente della FIFA.

## Biografia
Fu il quinto Presidente della FIFA, tra il 1955 e il 1961 e Presidente della Federazione calcistica dell'Inghilterra.
Venne eletto Presidente FIFA il 7 giugno 1956 alla 30ª Conferenza FIFA che si tenne a Lisbona succedendo al belga Rodolphe Seeldrayers, che aveva sostituito ad interim dopo la morte.